# 利他的行動

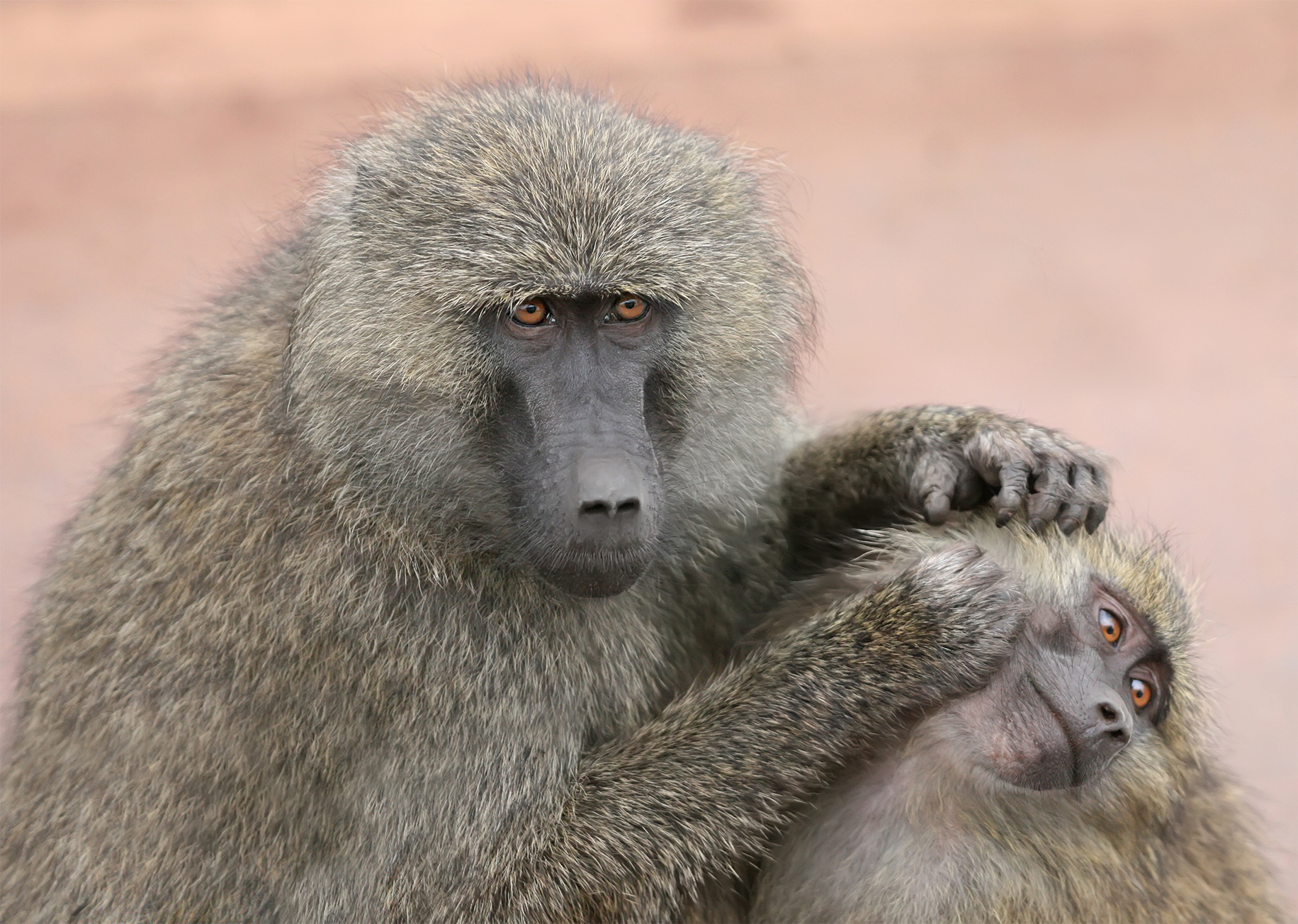
オリーブヒヒの毛づくろい

生物学において、利他的行動（りたてきこうどう、英: Altruism (biology)）とは、個体が自身の適応度を低下させながら他の個体の適応度を高める行動を指す。この意味での利他主義は、行動が他者を助けるという意識的な意図を持って行われた場合にのみ「利他的」と呼ばれる哲学的概念の利他主義とは異なる。行動学的な意味では、そのような要件は存在しない。そのため、道徳的な観点からは評価されず、行動が利他的とみなされるかどうかは、その行動が行われた意図ではなく、生殖適応度に対する行動の結果によって決定される。
利他主義という用語は、フランス人哲学者オーギュスト・コントによって、利己主義の対義語としてフランス語で「altruisme」として造語された。これはイタリア語の「altrui」から派生し、さらにラテン語の「alteri」（他者あるいは他人を意味する）に由来する。
利他的行動は、親による子育てなどの血縁選択説における関係において最も顕著に現れるが、社会性昆虫などのより広い社会集団においても見られることがある。これらの行動は、それらの遺伝子を共有する近縁個体を助けることによって、個体が自身の遺伝子の成功率を高めることを可能にする。義務的利他主義は、直接適応度の永続的な損失（間接適応度の獲得の可能性を伴う）である。例えば、ミツバチのワーカーはコロニーのために採餌を行うことがある。任意的利他主義は、直接適応度の一時的な損失（個体の繁殖に続く間接適応度の獲得の可能性を伴う）である。例えば、フロリダカケスは巣の世話を手伝い、その後親の縄張りを獲得することがある。

## 概要
動物行動学および社会進化の研究においては、時として、一部の動物が自身の個体の適応度を低下させながら個体群内の他の個体の適応度を高める方法で行動することがあり、これが利他主義の機能的定義である。進化理論の研究は、利他主義を含む社会的行動に適用されてきた。密接な関係にある個体を助ける動物の事例は、血縁選択説によって説明することができ、真の利他主義とはみなされない。一部の種の母親と一部の種の父親が子を守るために行う身体的努力を超えて、極端な犠牲の例が生じることがある。一例として、クモの母体捕食（子による母体の消費）がイワガネグモに見られ、また別の例として、オスのクモが自分が受精させたメスに自分を食べさせることがある。ハミルトンの法則は、そのような利他主義の利益を、受益者へのライトの血縁係数と、犠牲者のコストを差し引いた受益者への利益の観点から説明する。この総和がゼロより大きければ、犠牲から適応度の利得が生じることになる。
明らかな利他主義が血縁間でない場合、それは互恵的利他主義に基づいている可能性がある。サルは他のサルに背中を向け、相手は寄生虫を取り除く。しばらくすると役割が逆転する。このような互恵性は、助けるコストが助けられる利益より少なく、動物が「不正」、つまり恩を返さずに恩恵を受けることによって長期的に得をしない限り、進化的な観点から見て報われることになる。これは進化ゲーム理論、特に社会理論としての囚人のジレンマにおいて詳しく説明されている。

## 進化理論における意義

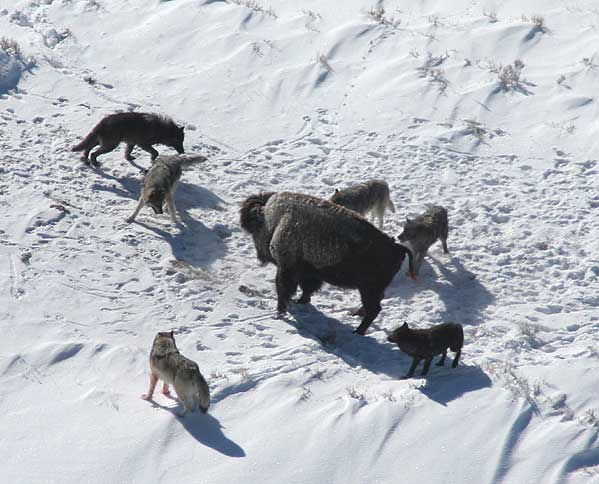
オオカミの協同狩猟は、個体単独では扱えないような大きく栄養価の高い獲物に立ち向かうことを可能にする。しかし、このような協力は、狩りの危険にさらされることなく獲物を分け合う利己的な個体によって潜在的に悪用される可能性がある。

自然界における利他主義の存在は、一見すると不可解である。なぜなら、利他的行動は個体が繁殖する可能性を低下させるためである。群選択が利他主義の進化を説明できるという考えは、ダーウィン自身が1871年の人間の進化と性淘汰において初めて提起した。群選択の概念は進化生物学において浮き沈みのある論争的な歴史を持っているが、無批判な「種の利益」の伝統は1960年代に、主にジョージ・クリストファー・ウィリアムズ、ジョン・メイナード＝スミス、そしてリチャード・ドーキンスの研究により突然の終わりを迎えた。これらの進化論者たちは、自然選択説は個体に働きかけ、進化を推進するのは個体の適応度（集団の他の個体と比較して生産された子孫と孫の数）であることを指摘した。群れの利点（例えば群れでの狩猟）が個体にとって不利（群れから離れて怪我を避けながらも獲物を分け合うことができるのに、狩りの最中に怪我をする可能性がある）である場合、進化することはできない。なぜなら、利己的な個体は平均して、群れに加わって怪我をする個体よりも多くの子孫を残すからである。もし利己性が遺伝的なものであれば、最終的に個体群は完全に利己的な個体で構成されることになる。しかし、1960年代から1970年代にかけて、「群選択」理論に代わる理論が登場した。これは、元々ウィリアム・ドナルド・ハミルトンによる血縁選択説理論であった。血縁選択は包括適応度の一例であり、個体は各子孫とだけでなく、各完全な同胞とも遺伝子の半分を共有するという概念に基づいている（脚注参照）。進化遺伝学の観点からは、完全な同胞の養育を手伝うことは、自分の子孫を生産し育てることと同じくらい有利である。この2つの活動は進化的に全く同等である。協同繁殖（つまり、両親が同胞を育てるのを手伝うこと—完全な同胞である場合）は、群レベルの選択を必要とせずに進化することができた。これは社会的行動の進化に興味を持つ生物学者の間で急速に注目を集めた。
1971年、ロバート・トリヴァースは、血縁関係のない繁殖ペアの鳥の巣を助ける行動の進化を説明するために互恵的利他主義理論を導入した。彼は、将来的に受益者から助けられる高い確率的期待がある場合、個体は援助者として行動する可能性があると主張した。しかし、受益者が可能な場合に互恵的に行動しなかった場合、これらの受益者との利他的な相互作用は永久に終了する。だが、受益者が不正を行わなければ、互恵的利他主義は両者の利益のために無期限に継続する。このモデルは、多くの研究者（例えばウェスト-エバーハードやドーキンス）によって、協同狩猟が不正行為者によって侵害され置き換えられる可能性があるのと同じ理由で、進化的安定戦略的に不安定であると考えられた。しかし、トリヴァースは囚人のジレンマゲームに言及しており、これは10年後に「しっぺ返し」という名称でトリヴァースの互恵的利他主義理論への関心を復活させることになる。
囚人のジレンマゲーム（PDG）は、その元々の形では、裁判を待つ2人の囚人AとBが、それぞれ相手を裏切るか黙秘するかの選択に直面する状況を説明したものである。このゲーム理論には4つの可能な結果がある：(a)両者が互いを裏切り、2年の懲役を言い渡される、(b)Aが裏切ることでAは釈放され、Bは4年の懲役を言い渡される、(c)Bが裏切り、(b)と同じ結果だがBが釈放され、相手が4年の懲役を受ける、(d)両者が黙秘し、それぞれ6か月の懲役となる。明らかに(d)（「協力」）が最良の相互戦略だが、個人の観点からは裏切りが最強である（釈放されるか、2年の懲役で済む）。黙秘は4年か6か月の懲役となる。これはPDGの別の例で説明される：2人の見知らぬ者がレストランで食事をし、勘定を分けることにする。相互に最良の策は、両者がメニューの中で最も安い品を注文することである（相互協力）。しかし、一方が状況を利用して最も高価な品を注文した場合、他方も同様にするのが最善となる。実際、相手の性格が全く不明で、2人が再び会う可能性が低い場合、できるだけ高価な食事をすることが常に自分の最善の利益となる。PDGと同じ力学（報酬と罰則）に従う自然界の状況は、協力行動を定義する：相互協力が他のどの戦略よりも2人の競争者（一緒に）により高い報酬をもたらすにもかかわらず、協力することは決して個体の適応度の利益とはならない。これらの状況下では協力は進化できない。
しかし、1981年にアクセルロッドとハミルトンは、PDGの同じ競争者が繰り返し出会う場合（いわゆる反復囚人のジレンマゲーム、IPD）、しっぺ返し（ロバート・トリヴァースの互恵的利他主義理論で予見された）が利他主義を促進する堅牢な戦略であることに注目した。「しっぺ返し」では、両プレイヤーの最初の手は協力である。その後、各競争者は相手の前回の手を繰り返し、一見終わりのない相互協力の連続が生じる。しかし、ミスはしっぺ返しの有効性を著しく損ない、別のミスによってのみ修正できる長期の裏切りの連鎖を引き起こす。これらの初期の発見以来、他のすべての可能なIPDゲーム戦略が特定されている（全部で16の可能性があり、例えば「寛容なしっぺ返し」は、相手の前回の手が「裏切り」だった場合に小さな確率で協力する以外は「しっぺ返し」のように振る舞う）が、いずれかのプレイヤーが他の戦略に切り替えた場合、少なくとも1つの他の戦略によって上回られる可能性がある。その結果、どの戦略も進化的安定戦略ではなく、代替戦略がランダムに発生する反復囚人のジレンマゲームの長期シリーズは、決して終わらない戦略変更の混沌とした連鎖を生み出す。
反復囚人のジレンマゲームが協力や利他主義の進化に対する完全な答えを提供できないことから、いくつかの代替説明が提案されている。
利他的行為と、クジャクをはじめとする一部の鳥類に見られる誇張された性淘汰による装飾の間には、顕著な類似点がある。両者は適応度の観点からコストがかかり、両者とも一般的に個体群や種の他のメンバーにとって目立つものである。これはアモツ・ザハヴィに、両者が彼のハンディキャップ理論によって進化的に安定化された適応度シグナルである可能性を示唆させた。シグナルが信頼性を維持し、一般的に偽装に耐えるためには、シグナルは進化的にコストがかかる必要がある。したがって、（低適応度の）嘘つきが実際の適応度を著しく損なう非常にコストの高いシグナルを使用した場合、正常性の外見を維持することは困難となる。ザハヴィは「ハンディキャップ理論」という用語をスポーツのハンディキャップシステムから借用した。これらのシステムは、パフォーマンスの格差を減らし、それによって競争の結果を予測しにくくすることを目的としている。馬のハンデキャップ競走では、実証済みの速い馬は、本来遅い馬よりも重い重りを鞍の下に付けて走る。同様に、アマチュアのハンディキャップ (ゴルフ)では、上手なゴルファーは下手なプレイヤーよりも生のスコアから引かれるストローク数が少ない。したがって、ハンディキャップはハンディキャップのない状態でのパフォーマンスと相関し、馬について何も知らなくても、オープンレースでどの馬が勝つかを予測することができる。それは鞍に最も重い重りを付けられた馬である。自然界のハンディキャップは非常に目立つため、例えばクジャクのメスは、潜在的な配偶相手のハンディキャップ（クジャクの尾の大きさ）を他のオスのものと比較することで、その健康状態を推測することができる。ハンディキャップによるオスの適応度の損失は、メスへのアクセス増加によって相殺され、これは健康と同様に適応度の関心事である。利他的行為は、定義上、同様にコストがかかる。したがって、それも適応度をシグナルし、身体的なハンディキャップと同様にメスにとって魅力的である可能性が高い。これが当てはまる場合、利他主義は性淘汰によって進化的に安定化される。

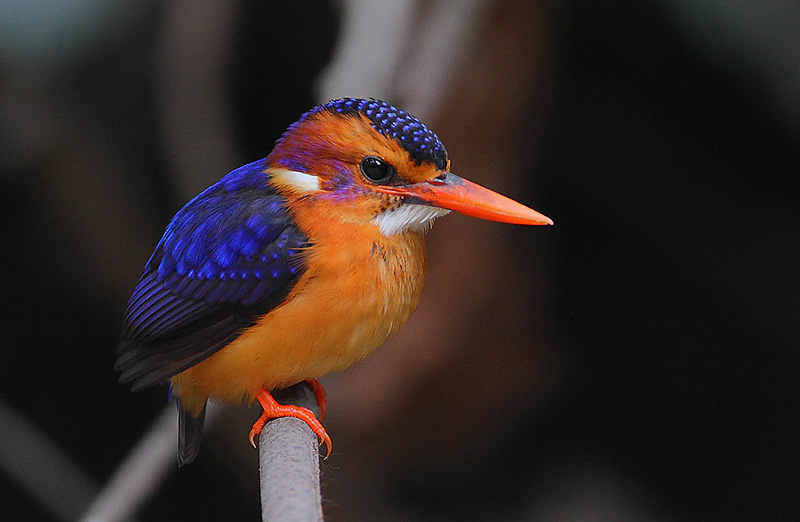
アフリカチビカワセミ。アフリカチビカワセミはすべての個体が外見と色彩の詳細を高度に忠実に共有している

適応度の高い配偶相手を特定するための代替戦略がある。これは一方の性が誇張された性的装飾や他のハンディキャップを持つことに依存せず、ほとんどすべての、もしくはすべての有性生物に一般的に適用可能である。これは非表現突然変異的な突然変異によって引き起こされる外見と機能の変化が、一般的に個体群の中で目立つという概念に由来する。これは、その変化した外見と機能が、その個体群内の標準とは異なる、特異的で普通ではないためである。これらの異常な特徴が判断される基準となる標準は、自然選択説を通じて多数派となった適応的な属性で構成され、一方で適応度の低い属性は少数派であるか明らかに稀である。突然変異の特徴の圧倒的多数が不適応的であり、進化の将来の方向を予測することは不可能であるため、有性生物は最も異常な特徴や少数派の特徴の少ない配偶相手を好むと予想される。これは、有性個体群が周辺的な表現型の特徴を急速に取り除き、外見と行動全体を均一化させる効果を持ち、その個体群のすべてのメンバーがあらゆる細部において驚くほど類似して見え始める。これは付随の写真のアフリカチビカワセミ（Ispidina picta）に示されている。個体群が多くの種に典型的な均一な外見になると、その利他的、協力的、社会的特徴を含むすべての行動のレパートリーも進化的安定戦略となる。したがって、狩猟集団から離れて獲物を分け合う利己的な個体の例では、その個体は標準とは異なると認識され、そのため配偶相手を見つけることが困難になる。したがって、その遺伝子が次世代に伝わる確率は非常に小さくなり、これによってその個体群における協力と社会的相互作用は、どのような複雑さのレベルであっても標準的なものとして進化的に安定化される。
主流の定説に反して、最近発表された論文は、エージェントベースモデルを使用して、血縁選択、罰、多レベル選択、空間構造などのいくつかの重要なメカニズムが協力の進化を救うことができないことを示している。新しい発見は進化理論における長年の謎を蘇らせた。加えて、この研究は数多くの不治の病に対する治療上の利点を持つ可能性がある。

## 互恵性メカニズム
動物における利他主義は、動物が自身には不利だが他者に利益をもたらす可能性のある一連の行動を指す。コストと利益は、生殖適応度、つまり予想される子孫の数の観点から測定される。したがって、利他的に振る舞うことで、生物は自身が生産する可能性のある子孫の数を減少させるが、他の生物が子孫を生産する可能性を高める。自然界には、危険を冒す行動以外にも、互恵的利他主義のような他の形態の利他主義が存在する。この生物学的な利他主義の概念は、日常的な人間の概念とは同一ではない。人間の場合、行動は他者を助けるという意識的な意図を持って行われた場合にのみ「利他的」と呼ばれる。しかし、生物学的な意味ではそのような要件はない。代わりに、他の種と直接コミュニケーションを取ることができるようになるまで、種間の利他的行為を説明する正確な理論は生物学的市場理論である。
人間とその他の動物は、技術的に互恵性メカニズムとして知られる複数の方法で利益を交換する。メカニズムが何であれ、共通の特徴は利益が元の与え手に戻ってくることである。

### 対称性に基づく
「バディシステム」としても知られ、2つの当事者間の相互的な愛着が、全体的な関係が満足のいくものである限り、日々の授受を追跡する必要なく、両方向で同様の行動を促す。これは自然界で最も一般的な互恵性メカニズムの1つであり、この種類は人間、霊長類、および多くの他の哺乳類に存在する。

### 態度的
「あなたが親切なら、私も親切になる」としても知られている。この互恵性メカニズムは、黄金律の発見的方法「自分がされたいように他人を扱う」に似ている。当事者は互いの態度を反映し、その場で好意を交換する。即座の態度的互恵性はサルの間で発生し、人々はしばしば見知らぬ人や知人との間でこれに依存する。

### 計算的
「最近私のために何をしてくれましたか？」としても知られている。個体は特定のパートナーと交換する利益を追跡し、それが誰に好意を返すかを決定するのに役立つ。このメカニズムはチンパンジーに典型的であり、人間関係でも非常に一般的である。しかし、行動パターンがあるにもかかわらず、計算的または条件付きの互恵性は実験室の実験設定で自発的には生じないことを示唆する対立する実験研究もある。

## 生物学的市場理論
生物学的市場理論は、より柔軟な商品交換システムにおいて、血縁関係のない個体間の利他的行為を説明するメカニズムとして、互恵的利他主義の考えを拡張したものである。「生物学的市場」という用語は、1994年にロナルド・ノーとハマーステインによって最初に使用され、異なる生物が食物や水、毛づくろい、警戒音、避難所などの商品やサービスを交換する「取引者」として機能するすべての生物間相互作用を指す。生物学的市場理論は、利他主義の基礎となる5つの正式な特徴で構成される。
1. 商品は、それらの商品に対する支配の程度が異なる個体間で交換される。
2. 取引相手は、潜在的なパートナーの中から選ばれる。
3. 選ばれたクラスのメンバー間で、最も魅力的なパートナーになるための競争がある。この「値上げ」による競争は、提供される商品の価値を上昇させる。
4. 供給と需要が交換される商品の交換価値を決定する。
5. 提供される商品は宣伝することができる。商業広告と同様に、虚偽の情報の可能性がある[44]。

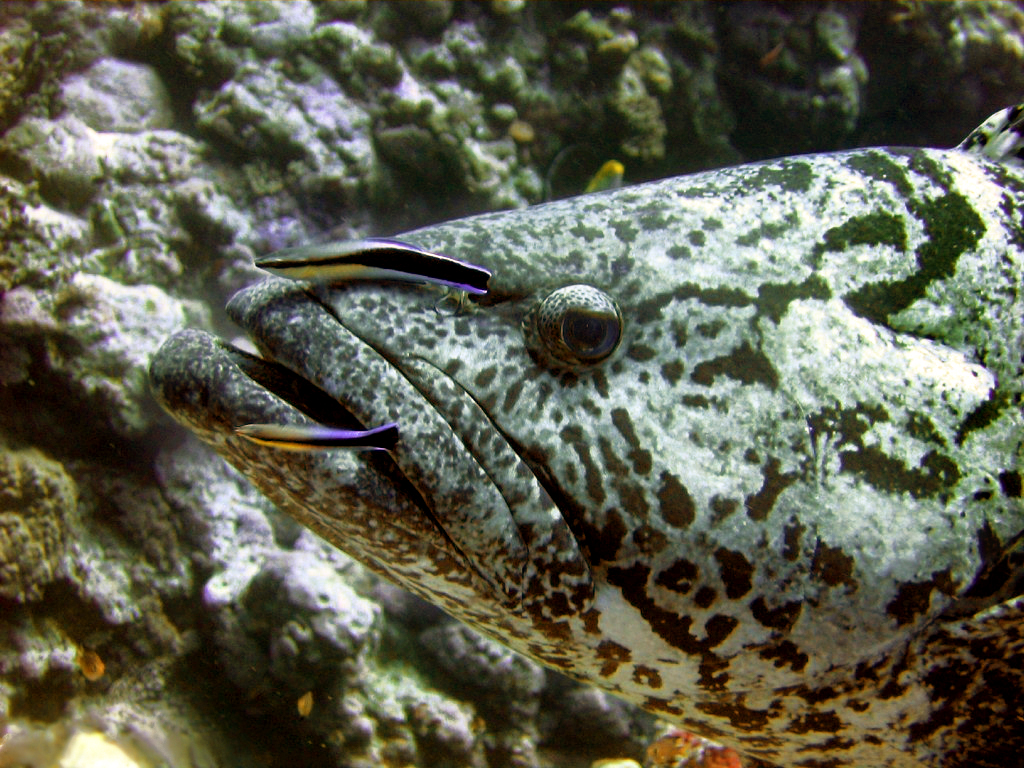
2匹のホンソメワケベラがカスリハタを掃除している

パートナー選択を重視する生物学的市場理論の適用可能性は、ベラと「クライアント」であるサンゴ礁魚との相互作用に明確に見られる。掃除魚は小さな縄張りを持ち、サンゴ礁魚種の大多数がそこを積極的に訪れ、体表面、鰓、口の検査を求める。クライアントは寄生虫の除去から利益を得る一方、掃除魚は食物源へのアクセスから利益を得る。特に選り好みなクライアント種は、複数のクリーニングステーションをカバーする広い行動範囲を持つが、他のクライアントは小さな範囲を持ち、1つのクリーニングステーションにしかアクセスできない（居住クライアント）。野外観察、野外操作、実験室実験により、クライアントが選択肢を持つかどうかが、掃除魚とクライアントの両方の行動の複数の側面に影響を与えることが明らかになった。掃除魚は選り好みなクライアントに優先的なアクセスを与える。選り好みなクライアントは、掃除魚が噛みつくという不正を行った場合にパートナーを切り替えるが、居住クライアントは不正を罰する。掃除魚と居住クライアントは、選り好みなクライアントとは異なり、通常の掃除相互作用が行われる前に関係を構築する。掃除魚は、選り好みなクライアントが相互作用の傍観者である場合は特に協力的だが、居住クライアントが傍観者である場合はそれほどでない。
研究者たちは、タイのカオヤイ国立公園の野生の白手テナガザルのオスが、メスのパートナーが繁殖可能な時期に毛づくろい活動を増加させるかどうかを調査した。研究対象集団の成体のメスとオスは共優位（攻撃性の観点で）であり、ペアまたは小規模な複数オス群で生活し、乱婚的に交尾する。オスはメスよりも多く毛づくろいを行い、妊娠中や授乳中よりも発情期のメスとの間でより多くの毛づくろいが交換されることがわかった。1日あたりの交尾回数はメスが発情期の時に増加し、メスはより多くの毛づくろいを受けた日により頻繁にオスと交尾した。オスが毛づくろいの努力を増加させると、メスもオスへの毛づくろいを増加させ、おそらく与えることと受けることを均等にするためだと考えられる。毛づくろいを受けることの本質的な利益のために毛づくろいが互恵的に行われる可能性があるが、オスはメスの繁殖可能期間中に性的機会を得るための商品として毛づくろいを交換することもある。

## 脊椎動物における例

### 哺乳類
- オオカミとイヌは獲物を仕留めた場所にいなかった群れのメンバーに肉を持ち帰る[48]。厳しい条件下では、繁殖ペアのオオカミが子を産み続けるために最大の分け前を取る[49]。
- マングース科は高齢、病気、怪我をした動物を支援する[50]。
- ミーアキャットは、他の個体が餌を食べている間、捕食者の攻撃に備えて1匹が見張りに立つことがしばしばある[51]。
- アライグマは同種個体（英語版）に餌場の情報を共有のトイレ（英語版）に残した糞によって伝える。同様の情報システムはワタリガラスでも使用されていることが観察されている[52]。
- オスのヒヒは捕食者を威嚇し、群れが退却する際に後方を守る[53]。
- テナガザルとチンパンジーは、ジェスチャーに応じて、食べ物を群れの他のメンバーと共有する[54]。チンパンジーは見返りなしに人間や同種個体（英語版）を助ける[55][56]。
- ボノボは怪我をしたり障害のあるボノボを助ける行動が観察されている[57]。
- チスイコウモリ亜科は一般的に、餌を見つけられなかった不運な仲間や病気の仲間と血液を共有するために吐き戻し、しばしばバディシステム（英語版）を形成する[58][59]。
- ベルベットモンキー（英語版）は、捕食者の存在を仲間に警告するために警戒音を発する。その際、自身に注意を引きつけ、攻撃される個人的なリスクを高める[60]。
- キツネザルは、年齢や性別に関係なく、血縁関係のない乳児の世話をする[61]。
- イルカは病気や怪我をした群れのメンバーを支援し、数時間にわたって彼らの下で泳ぎ、呼吸できるように水面まで押し上げる[62]。
- セイウチは捕食者によって親を失った孤児を養子にすることが観察されている[要出典]。
- アフリカスイギュウは捕食者に捕らえられた群れのメンバーを救出する（クルーガーの戦い（英語版）を参照）[63]。
- ザトウクジラは他の種をシャチから保護する行動が観察されている[64]。
- オスのモウコノウマは、群れのメンバーが脅威にさらされた時に介入行動を取ることが観察されている。彼らは血縁メンバーと非血縁メンバーを区別しない。これは群れの結束を促進し、群れ内の社会的混乱を減少させるためかもしれないと理論化されている[65]。

### 鳥類
- 多くの鳥類では、繁殖ペアは他の「援助者」の鳥から若鳥の給餌を含む子育ての支援を受ける[66]。中には血縁関係のない鳥の若鳥を捕食者から保護するところまで行うものもいる[67]。

### 魚類
- ハルパギフェル・ビスピニス（英語版）は、南極半島の厳しい環境で社会集団を形成して生活する魚種である。卵の巣を守る親が除去された場合、通常は親と血縁関係のないオスの代理が巣を捕食者から守り、子孫を死滅させる真菌の成長を防ぐ。オスにとって明確な利益はないため、この行為は利他的とみなされる可能性がある[68]。

## 無脊椎動物における例
- サルファーモンスターシロアリ（英語版）などのシロアリやジバクアリなどのアリは、特殊な腺を致命的に破裂させることで粘着性の分泌物を放出する。この自己分解（英語版）は個体の犠牲を払って利他的にアリの巣を防衛する[69]。これはアリが遺伝子をコロニー全体と共有しているという事実に起因し、この行動は進化的に有益である（必ずしも個々のアリにとってではなく、その遺伝的構成の継続にとって）。

- ユウレイツノテッポウエビは、サンゴ礁の海綿動物に生息する真社会性の海洋性テッポウエビの一種である。彼らは1匹の繁殖メスと約300個体のコロニーで生活する[70]。他のコロニーメンバーは侵入者からコロニーを守り、採餌し、若い個体の世話をする[70]。このシステムにおける真社会性は、繁殖者の生殖出力を高め、非繁殖援助者の包括適応度の利益をもたらす適応的な分業を伴う[71]。ユウレイツノテッポウエビは巣仲間間の近縁度が高いため、コロニー内の同種個体（英語版）に対して例外的に寛容である。アロザイムデータは、コロニー内の血縁係数が高いことを示しており、これはこの種のコロニーが近縁グループを代表していることを示している[72]。このようなグループの存在は、血縁選択説に基づく社会進化の説明の重要な前提条件である[71][16][73]。

## 原生生物における例
利他主義の例は、粘菌の一種であるタマホコリカビ類粘菌などの細胞性粘菌に見られる。これらの原生生物は、飢餓状態になるまで個々のアメーバとして生活し、その時点で集合して多細胞性の子実体を形成する。子実体内では、一部の細胞が他の細胞の生存を促進するために自己犠牲を行う。

## 植物における例
血縁認識における利他主義に関して、作物でこの形質に焦点を当てた研究は少ない。ほとんどの作物が単一栽培で生育しているにもかかわらず、それらは血縁個体や他の品種を認識できることを示す証拠がある。例えば、栽培されたダイズは遠い祖先や血縁関係のない隣接個体を認識することができた。その実験では、植物は互いの関係（同じ品種または異なる品種）の組み合わせで鉢に栽培され、血縁または非血縁の隣で成長する際の植物の反応を見るために、茎、葉、根のバイオマスが測定された。作物は野生植物とは異なり、高度に栽培されている。利他主義などの形質の進化は、したがって、その形質の選抜を通じて育種することができる。農業では収量が重視されるため、利他主義を優先する作物品種の育種は競争力を低下させ、収量を増加させることができる。育種過程の初期に集団選抜を用いることは個体の利他主義に対して選抜を行うが、個体選抜と群選択を混合して用いることは利他主義を優先することが示されている。